# 徳島名店街
徳島名店街（とくしまめいてんがい）は、徳島県徳島市元町にあるショッピングセンターである。

## 概要
地上11階、地下1階、延べ床面積8,058m2。地下1階が駐輪場、1階にはコンビニエンスストアや和菓子店、2階には飲食店などが入居している。3階から11階が客室数177室のビジネスホテルサンルートとなっている。
最上階は天然温泉を利用した展望浴場となっている。

## 沿革
- 1957年 旧名店街ビルが完成。
- 2004年5月 旧名店街ビルの老朽化に伴い一旦閉店。
- 2006年3月 新築リニューアルオープン。

## 館内
- B1 駐車場
- F1 カフェ・ショッピングモール（ホテルサンルートエントランス）・ファミリーマート徳島駅前店
- F2 レストラン・ショッピングモール
- F3 ホテル客室（ホテルサンルートロビー）
- F4 ホテル客室
- F5 ホテル客室
- F6 ホテル客室
- F7 ホテル客室
- F8 ホテル客室
- F9 ホテル客室
- F10 ホテル客室
- F11 温泉施設（びざんの湯）・エステ